# Davit Dzjanasjia
Davit ("Dato") Dzjanasjia (Georgisch: დავით ჯანაშია) (Koetaisi, 8 juli 1972) is een voormalig voetballer uit Georgië, die gedurende zijn loopbaan speelde als aanvaller voor onder meer FC Samtredia en Dinamo Batoemi. Hij beëindigde zijn actieve carrière in 2007 in eigen land bij de club waar hij ook begon, Torpedo Koetaisi. Nadien stapte hij het trainersvak in.

## Interlandcarrière
Dzjanasjia speelde in de periode 1992-1999 tien officiële interlands (drie doelpunten) voor het Georgisch voetbalelftal. Hij maakte zijn debuut voor de nationale ploeg onder leiding van bondscoach Giga Norakidze op 2 september 1992 tegen Litouwen (1-0 nederlaag). Hij viel in dat duel na 63 minuten in voor Sjota Arveladze.

### Interlandgoals
| Interlanddoelpunten | Interlanddoelpunten | Interlanddoelpunten | Interlanddoelpunten | Interlanddoelpunten | Interlanddoelpunten | Interlanddoelpunten |
| #                   | Datum               | Locatie             | Tegenstander        | Goal(s)             | Uitslag             | Wedstrijd           |
| ------------------- | ------------------- | ------------------- | ------------------- | ------------------- | ------------------- | ------------------- |
| 1                   | 23/06/1994          | Riga, Letland       | Letland             | 10'                 | 1–3                 | Oefeninterland      |
| 2                   | 15/11/1995          | Chisinau, Moldavië  | Moldavië            | 68'                 | 3–2                 | EK-kwalificatie     |
| 3                   | 18/11/1998          | Tbilisi, Georgië    | Estland             | 72'                 | 3–1                 | Oefeninterland      |